# Arte do Antigo Egito

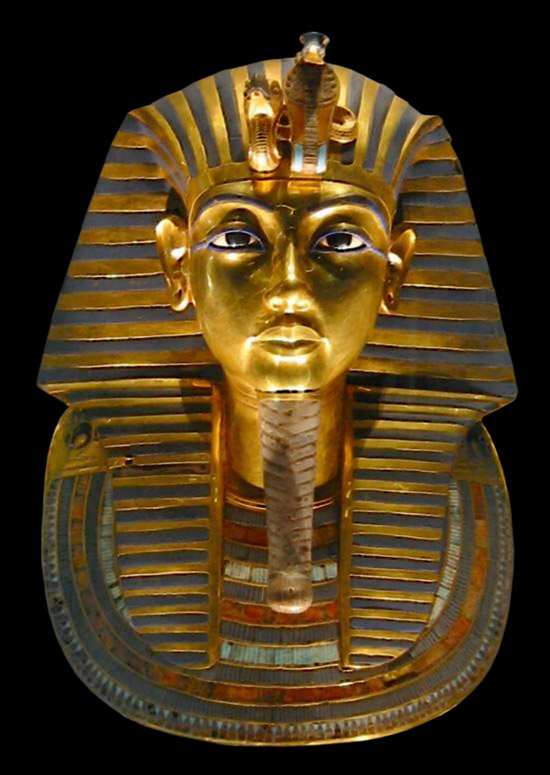
Máscara funerária de Tutancâmon

A arte egípcia refere-se à arte desenvolvida e aplicada pela civilização do Antigo Egito, localizada no vale do rio Nilo no Nordeste da África. Esta manifestação artística teve a sua supremacia na religião durante um longo período de tempo, estendendo-se aproximadamente pelos últimos 3 000 a.C. e demarcando diferentes épocas que auxiliam na classificação das diferentes variedades estilísticas adaptadas: Época Tinita, Reino Antigo, Reino Médio, Reino Novo, Época Baixa, Período Ptolemaico e vários períodos intermédios, mais ou menos curtos, que separam as grandes épocas, e que se denotam pela turbulência e obscurantismo, tanto social e político como artístico. Mas embora sejam reais estes diferentes momentos da história, a verdade é que incutem somente pequenas nuances na manifestação artística que, de um modo geral, segue sempre uma vincada continuidade e homogeneidade.
O tempo e os acontecimentos históricos encarregaram-se de ir eliminando os vestígios desta arte ancestral, mas, mesmo assim, foi possível redescobrir algo do seu legado no século XIX, em que escavações sistemáticas trouxeram à luz obras capazes de fascinar investigadores, colecionadores e mesmo o olhar amador. A partir do momento em que se decifram os hieróglifos na Pedra de Roseta é possível dar passos seguros a caminho da compreensão da cultura, história, mentalidade, modo de vida e naturalmente da motivação artística dos antigos egípcios

## Motivação e objetivos
A arte do antigo Egito visava retratar fatos políticos e religiosos. Para compreender a que nível se expressam estes objetivos é necessário ter em conta a figura do soberano absoluto, o faraó. Ele é dado como representante de Deus na Terra e é este seu aspecto divino que vai vincar profundamente a manifestação artística.
Deste modo a arte representa, exalta e homenageia constantemente o faraó e as diversas divindades da mitologia egípcia, sendo aplicada principalmente a peças ou espaços relacionados com o culto dos mortos, isto porque a transição da vida à morte é vista, antecipada e preparada como um momento de passagem da vida terrena à vida após a morte, à vida eterna e suprema.
O faraó é imortal e todos seus familiares e altos representantes da sociedade têm o privilégio de poder também ter acesso à outra vida. Os túmulos são, por isto, dos marcos mais representativos da arte egípcia, lá são depositados as múmias ou estátuas (corpo físico que acolhe posteriormente a alma, ka) e todos os bens físicos do cotidiano que lhe serão necessários à existência após a morte.

## Obras e seus Significados

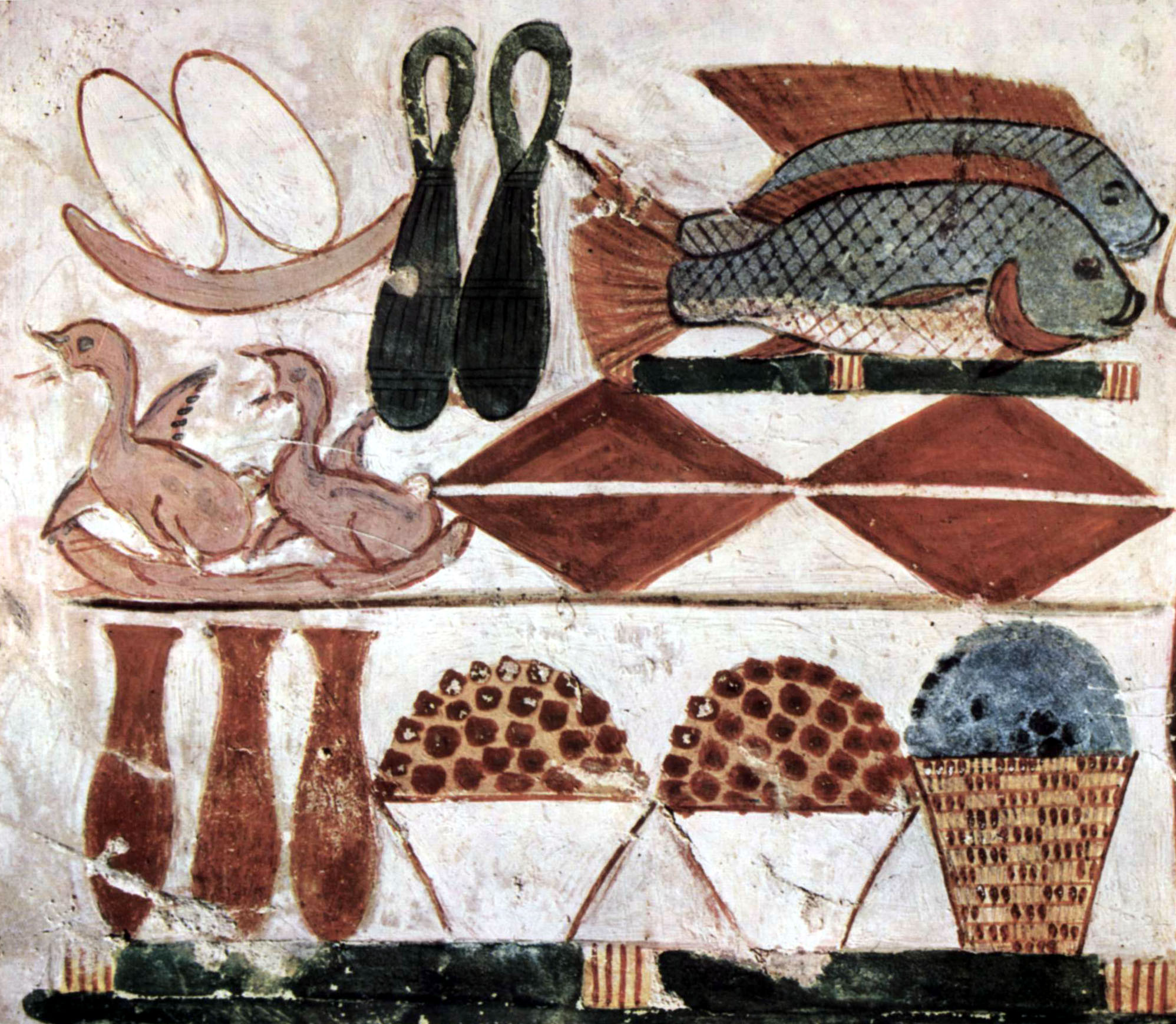
Pintura de oferendas na câmara tumular de Menna

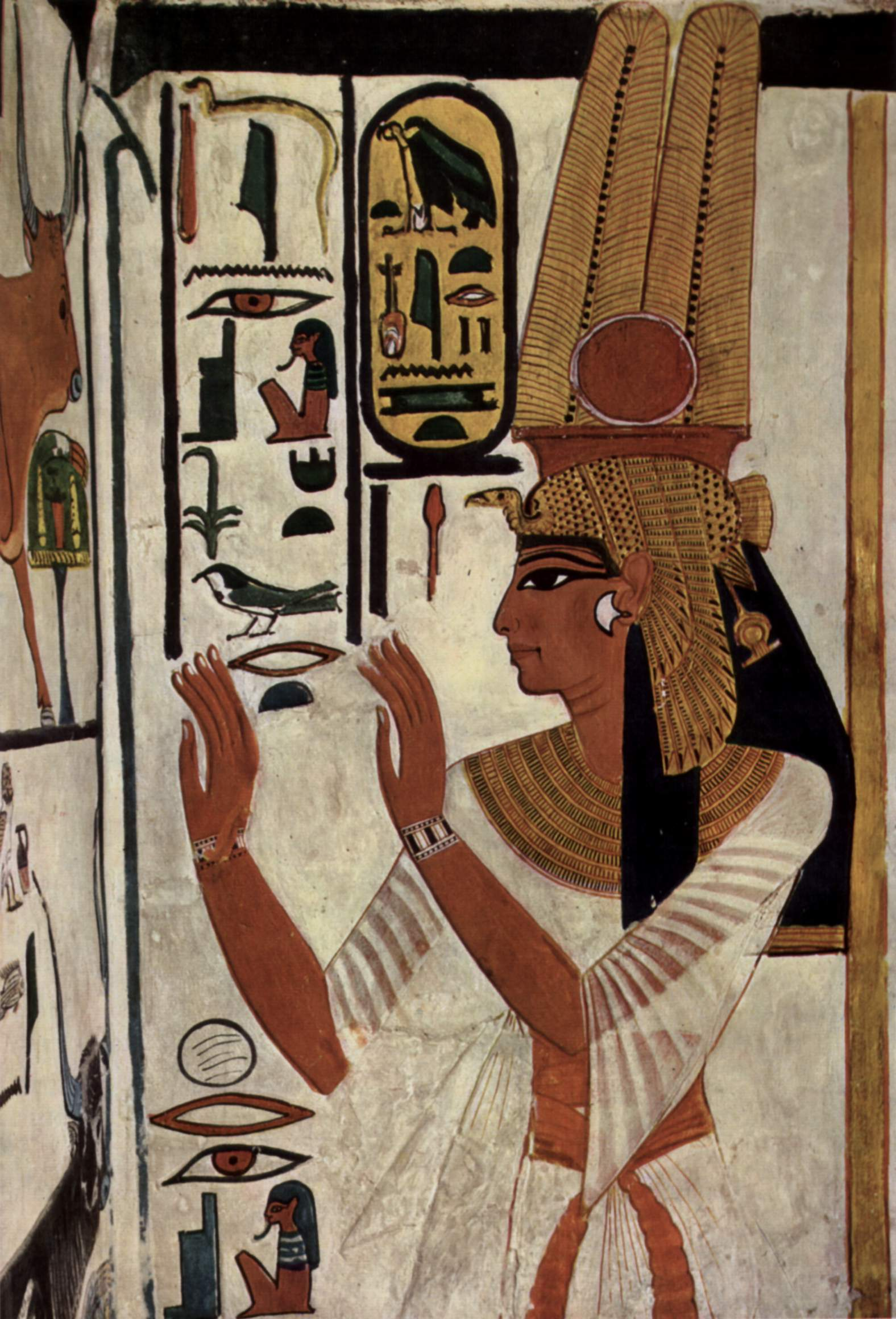
Pintura na câmara tumular de Nefertari, mulher de Ramessés II

Todas as representações artísticas estão repletas de significados que ajudam a caracterizar figuras, a estabelecer níveis hierárquicos e a descrever situações. Do mesmo modo a "simbologia" serve à estruturação, à simplificação e clarificação da mensagem transmitida criando um forte sentido de ordem e racionalidade extremamente importantes.
A harmonia e o equilíbrio devem ser mantidos, qualquer perturbação neste sistema é, consequentemente, um distúrbio na vida após a morte. Para atingir este objetivo de harmonia são utilizadas linhas simples, formas estilizadas, níveis rectilíneos de estruturação de espaços, manchas de cores uniformes que transmitem limpidez e às quais se atribuem significados próprios.
A hierarquia social e religiosa traduz-se, na representação artística, na atribuição de diferentes tamanhos às diferentes personagens, consoante a sua importância. Como exemplo, o faraó será sempre a maior figura numa representação bidimensional e a que possui estátuas e espaços arquitectónicos monumentais. Reforça-se assim o sentido simbólico, em que não é a noção de perspectiva (dos diferentes níveis de profundidade física), mas o poder e a importância que determinam a dimensão.

### As cores
A arte egípcia, à semelhança da arte grega, apreciava muito as cores. As estátuas, o interior dos templos e dos túmulos eram profusamente coloridos. Porém, a passagem do tempo fez com que se perdessem as cores originais que cobriam as superfícies dos objetos e das estruturas. 
As cores não cumpriam apenas a sua função primária decorativa, mas encontravam-se carregadas de simbolismo, que se descreve de seguida:
- Preto (kem): era obtido a partir do carvão de madeira ou de pirolusite (óxido de manganésio do deserto do Sinai). Estava associado à noite e à morte, mas também poderia representar a fertilidade e a regeneração. Este último aspecto encontra-se relacionado com as inundações anuais do Nilo, que trazia uma terra que fertilizava o solo (por esta razão, os Egípcios chamavam Khemet, "A Negra", à sua terra). Na arte o preto era utilizado nas sobrancelhas, perucas, olhos e bocas. O deus Osíris era muitas vezes representado com a pele negra, assim como a rainha deificada Amósis-Nefertari;
- Branco (hedj): obtido a partir do cal ou do gesso, era a cor da pureza e da verdade. Como tal era utilizado artisticamente nas vestes dos sacerdotes e nos objetos rituais. As casas, as flores e os templos eram também pintados a branco;
- Vermelho (decher): obtido a partir de ocres. O seu significado era ambivalente: por um lado representava a energia, o poder e a sexualidade, por outro lado estava associado ao maléfico deus Seti, cujos olhos e cabelo eram pintados a vermelho, bem como ao deserto, local que os Egípcios evitavam. Era a vermelho que se pintava a pele dos homens;
- Amarelo (ketj): para criarem o amarelo, os Egípcios recorriam ao óxido de ferro hidratado (limonite). Dado que o sol e o ouro eram amarelos, os Egípcios associaram esta cor à eternidade. As estátuas dos deuses eram feitas a ouro, assim como os objetos funerários do faraó, como as máscaras;
- Verde (uadj): era produzido a partir da malaquite do Sinai. Simboliza a regeneração e a vida; a pele do deus Osíris poderia ser também pintada a verde;
- Azul (khesebedj): obtido a partir da azurite (carbonato de cobre) ou recorrendo-se ao óxido de cobalto. Estava associado ao rio Nilo e ao céu.

### Lei da Frontalidade
Embora seja uma arte estilizada é também uma arte de atenção ao pormenor, de detalhe realista, que tenta apresentar o aspecto mais revelador de determinada entidade, embora com restritos ângulos de visão. Para esta representação são só possíveis três pontos de vista pela parte do observador: de frente, de perfil e de cima, e que cunham o estilo de um forte componente de estática, de uma imobilidade solene.

O corpo humano, especialmente o de figuras importantes, é representado utilizando dois pontos de vista simultâneos, os que oferecem maior informação e favorecem a dignidade da personagem: os olhos, ombros e peito representam-se vistos de frente; a cabeça e as pernas representam-se vistos de lado.
O fato de, ao longo de tanto tempo, esta arte pouco ter variado e se terem verificado poucas inovações, deve-se aos rígidos cânones e normas a que os artistas deveriam obedecer e que, de certo modo, impunham barreiras ao espírito criativo individual.

A conjugação de todos estes elementos marca uma arte robusta, sólida, solene, criada para a eternidade.

## Os artistas

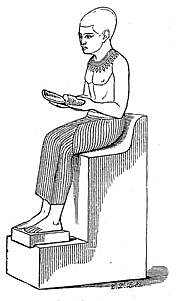
Ilustração de Imhotep, o primeiro arquitecto conhecido

Os criadores do legado egípcio chegam aos nossos dias anônimos, sendo que só em poucos casos se conhece efectivamente o nome do artista. Tão pouco se sabe sobre o seu carácter social e pessoal, que se crê talvez nem ter existido tal conceito no grupo artístico de então. Por regra, o artista egípcio não tem um sentido de individualidade da sua obra, ele efectua um trabalho consoante uma encomenda e requisições específicas e raramente assina o trabalho final. Também as limitações de criatividade impostas pelas normas estéticas, e as exigências funcionais de determinado empreendimento, reduzem o seu campo de actuação individual e, juntamente com o facto de ser considerado um executor da vontade divina, fazem do artista um elemento de um grupo anónimo que leva a cabo algo que o transcende.
O trabalho é efectuado em oficinas, onde se reúnem os executores e os seus mestres nas diferentes tipologias artísticas, escultores, pintores, carpinteiros e mesmo embalsamadores. Nestes locais trabalha-se em série e os trabalhos saem em série.
No entanto é possível identificar diferenças entre distintas obras e estilos que reflectem traços individuais de determinados artistas, onde se observam, por exemplo, inovações no nível de composição decorativa. Do mesmo modo tanto é possível reconhecer artistas com talento, genialidade e perfeito conhecimento dos materiais em obras de grande qualidade, como artistas que se limitam a fazer cópias.
Mas o artista é também visto como um indivíduo com uma tarefa divina importante. Mesmo que se trate de um executor ele necessita de contacto com o mundo divino para poder receber a sua força criadora. Sem ele não seria possível tornar visível o conteúdo espiritual, o invisível. O próprio termo para designar este executor, s-ankh, significa o que dá vida.

## Variantes temporais
A arte egípcia prima, de um modo geral, pela constante homogeneidade e expressa um mundo pictórico e formal únicos. Esta característica cunha a arte de tal modo, que a identificação de determinada obra como pertencente a este grande movimento estilístico não oferece dificuldade. Contudo existem algumas nuances no seu eixo estruturador que são, em grande parte, resultado da sucessão de acontecimentos históricos.

### Época Tinita
Durante a Época Tinita, e após a descoberta da escrita, o Egito está unido e o seu desenvolvimento acelera, estabelecendo-se e cristalizando-se já aqui os traços principais do que será a arte egípcia. Pouco sobreviveu desta época, mas alguns túmulos e o seu respectivo recheio possibilitam uma ideia da arte da época. Perde-se o primitivismo formal e são ainda presentes algumas influências da arte mesopotâmica, especialmente nas fachadas de templos, e domina ainda o uso do adobe cozido ao sol, substituído no final do período pela pedra.

### Reino Antigo

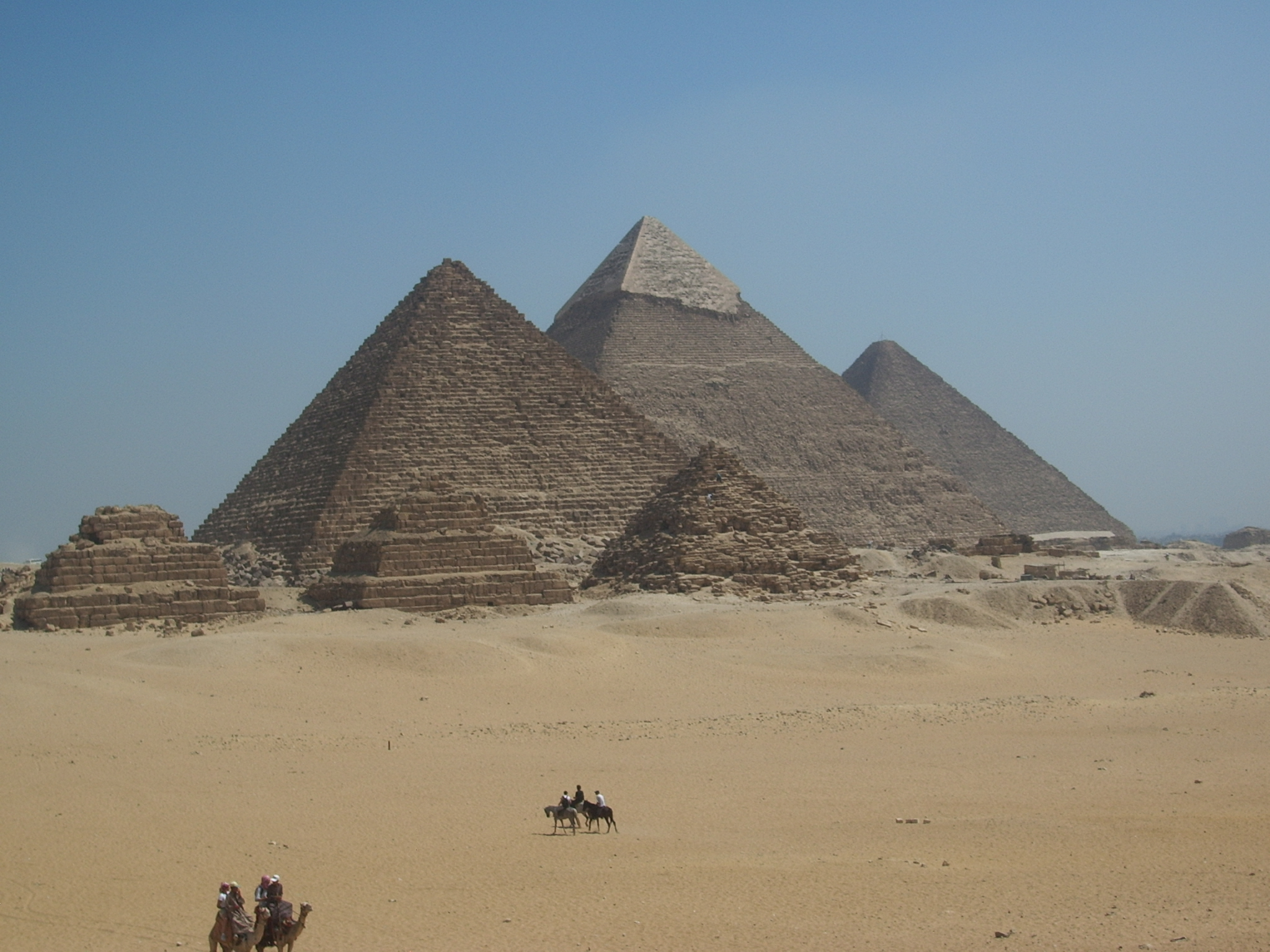
Pirâmides de Gizé

A III dinastia é remetida por alguns autores já para o início do Reino Antigo. Com a transição para a pedra surge também a arquitectura monumental e a vincada noção egípcia de eternidade vinculada ao faraó. A mastaba assume-se como o túmulo para particulares por excelência, inicialmente em forma quadrangular ou de pirâmide truncada (mais tarde a pirâmide de degraus). As proporções do corpo humano tornam-se mais equilibradas e harmoniosas, cresce a atenção ao pormenor. É também desta altura Imhotep, o nome do primeiro construtor a ficar registrado, responsável pelo uso da pedra talhada e da sua aplicação, não só a uma função, como também a objetivos expressivos. A edificação assume um objetivo simbólico.
Com o Reino Antigo estabelece-se a calma e a segurança, bases ao próspero e veloz desenvolvimento da sociedade onde se estabelecem hierarquias governamentais. Durante a IV dinastia edificam-se as monumentais pirâmides faraónicas de Gizé (Quéfren, Quéops e Miquerinos) que fascinam pela sua impressionante construção. Talha-se a Esfinge perto da pirâmide de Quéfren em dimensões monumentais, assumindo-se e homenageando-se o poder faraónico, embora na V dinastia se reduzam as dimensões monumentais para proporções mais humanas. É também nesta altura que se impulsiona o gosto pelas estátuas-retrato de grande robustez pelo seu volume cúbico e imobilidade. As figuras apresentam-se de pé (em que a perna esquerda avança ligeiramente à frente) ou sentadas (na V dinastia surge também a posição do escriva sentado de pernas cruzadas) e denota-se a diferente coloração da pele usada nas figuras masculinas (mais escura) e femininas (mais clara). Em termos de decoração tumular propagam-se as representações realistas do quotidiano.

#### Escultura

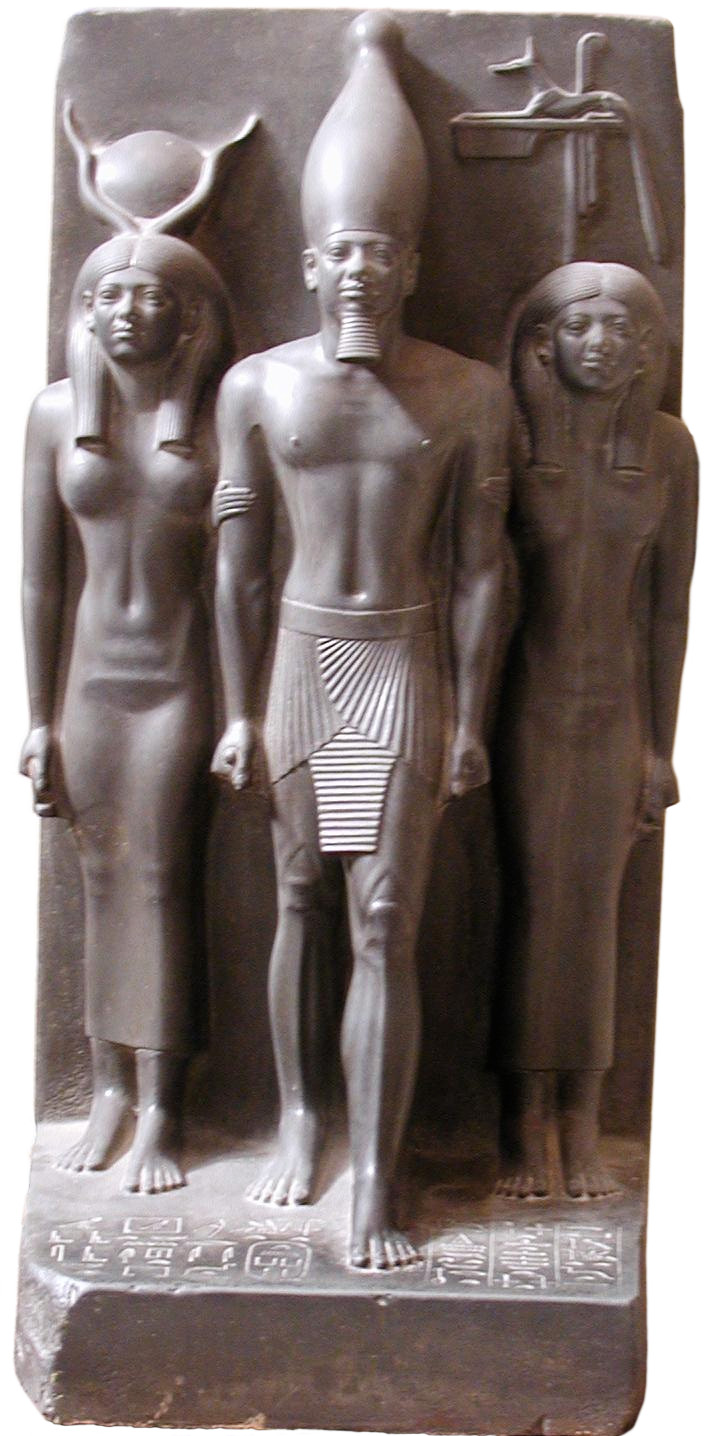
Uma tríade de Miquerinos

No que diz respeito à escultura podem ser estabelecidas diferenças de concepção entre a estatuária real e a estatuária de particulares. Na primeira verifica-se um desejo de imponência, enquanto que a segunda tende para um maior realismo, detectável em trabalhos como o grupo escultórico de Rahotep e Nofert (IV dinastia). 
A estátua do rei Djoser colocada no serdab do seu complexo funerário em Sakara revela ainda ligações com a arte do período anterior, mas como o rei Quéfren e a sua conhecida estátua em diorite na qual o deus-falcão Hórus protege com as suas asas, oriunda do seu templo funerário em Guiza, nota-se já uma evolução. Do rei Miquerinos chegaram até aos dias de hoje as chamadas díades e tríades. As primeiras consistem em estátuas do rei com a sua esposa, a rainha Khamerernebti II. Quanto às tríades, o rei surge representado com a deusa Hator e uma personificação de um nomo.
Do tempo da V dinastia são escassas as estátuas de reis, mas em compensação abundam as estátuas de particulares. São desta época as várias estátuas de escribas que se encontram hoje em dia no Museu Egípcio do Cairo e no Museu do Louvre, que retratam estes funcionários na pose de pernas cruzadas, uma forma de representação que se manterá até à Época Greco-Romana. 
Os materiais utilizados na escultura deste período foram diorite, granito, xisto, basalto, calcário e alabastro.

### Primeiro Período Intermediário
Os tempos políticos conturbados reflectem-se também na arte tornando-a quase inexistente e com uma maior incidência nos textos literários, que expressam a revolução espiritual da época. Através das pilhagens de túmulos, a arte restrita dos faraós e figuras de maior importância passa para a mão do homem “mortal” que acredita ter o mesmo privilégio da vida eterna.

### Reino Médio
Após o período de decadência do poder central e de instabilidade política que foi o Primeiro Período Intermediário (e que se reflectiu na arte com o abandono dos cânones estabelecidos) inicia-se o Reino Médio que corresponde à XI e XII dinastias. 

#### Arquitetura
Na arquitetura adaptam-se os padrões estilísticos anteriores ao nível da construção, procurando-se retomar a construção de pirâmides. Contudo, estas pirâmides não atingem a grandeza das pirâmides do Reino Antigo. Construídas com materiais de baixa qualidade e com técnicas deficientes, o que resta hoje destas construções é praticamente um monte de escombros. As mais altas pirâmides construídas nesta época foram a de Sesóstris III (78 metros) e a de Amenemés III (75 metros).
Mentuotepe, monarca que reunificou o Egito após o Primeiro Período Intermediário, manda construir na região de Tebas Ocidental o seu complexo funerário, no qual se detectam elementos da arquitectura do Reino Antigo, como um templo do vale que conduz através de um caminho processional ao templo funerário junto à rocha.

#### Pintura e estrutura
A principal característica da pintura e baixos-relevos egípcios é a representação de figuras humanas segundo a lei da frontalidade, ou seja, com a cabeça e os pés de perfil e o resto do corpo de frente. Da escultura egípcia destaca-se o contraste entre estátuas colossais, rígidas e sem expressão dos faraós e as estatuetas de particulares, tais como funcionários e escribas, as quais apresentavam expressividade e naturalismo de movimentos. A expressão humana na escultura vai ganhar uma nova dimensão e realismo nesta época, passando-se a representar nas estátuas reais o envelhecimento. Mesmo a representação bidimensional perde a sua dependência dos cânones adoptando uma maior naturalidade e mesmo noções de profundidade tridimensional. Nesta época criam-se esfinges reais nas quais o rosto do monarca surge emoldurado por uma juba, como é o caso de uma esfinge de Amenemés III. Os locais onde a Pintura do Antigo Egito melhor se manifestou foram os túmulos dos governadores dos nomos, em cujas paredes se recriam cenas de caça, pesca, banquetes ou danças. Seguindo a tradição anterior, o dono do túmulo surge representado em tamanho superior às outras personagens. A pintura é realizada sobre estuque fresco ou sobre relevo.
Outro aspecto importante dessa civilização era o uso da pedra Lápis Lazúli, considerada a pedra dos Faraós. Muito apreciada por ser de tom azul escuro e opaco, de indescritível beleza, o material representava a água, símbolo da vida e portanto, da purificação e da regeneração no outro mundo. Junto aos corpos eram deixados objetos, amuletos, jóias e escaravelhos feitos com a pedra que também era triturada e pulverizada sobre os olhos dos mortos e das mulheres egípcias como maquiagem. Há ainda o registro de pintura com Lápis Lazúli nas tumbas e murais do Antigo Egito. Na Idade Média e no Renascimento aumentou-se o uso da pedra por artistas, para a fabricação de pigmentos com tom forte de azul.

#### Artes decorativas e outras artes

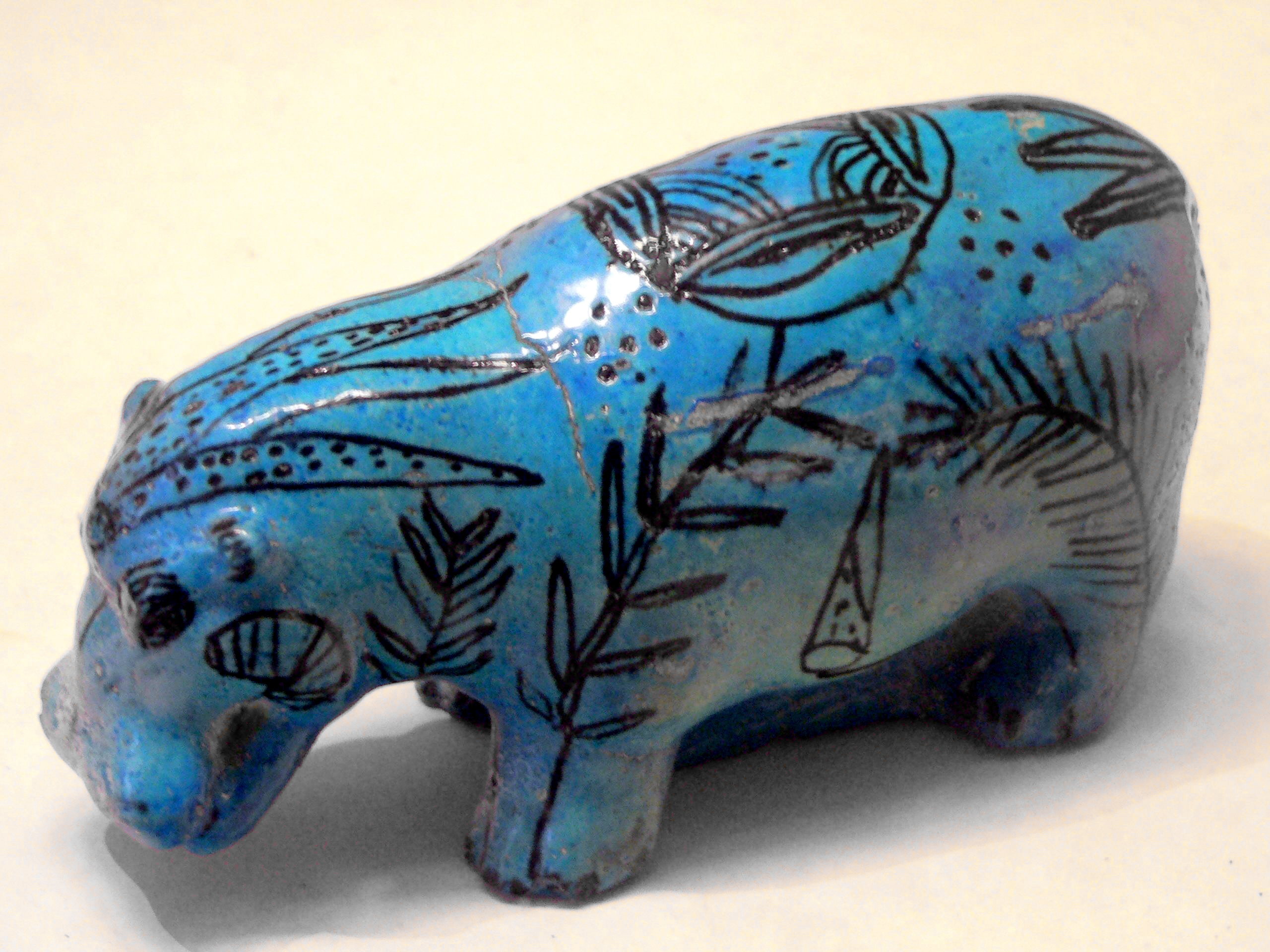
Hipopótamo em faiança

As artes decorativas do Reino Médio conhecem uma das épocas mais importantes, sobretudo no que diz respeito aos trabalhos de joalharia. Os amuletos, os pentes, os espelhos, as caixas e as candeias caracterizam-se pela sua beleza. São bastante conhecidos os pequenos hipopótamos em faiança decorados com motivos vegetais. 
A literatura desenvolve o gosto pelo provérbio, o romance, a história, passa também a obedecer a outras funções como as de influenciar a política, homenagear faraós e mesmo descrever e caracterizar profissões. Mas também a cunhar este momento está a inquietude herdada do período anterior.

### Segundo Período Intermediário
Este é mais um período obscuro e de inseguridade do qual pouco se sabe e no qual se praticaram mais a matemática, a medicina e a cópia de papiros de épocas anteriores.

### Reino Novo

#### Arquitetura

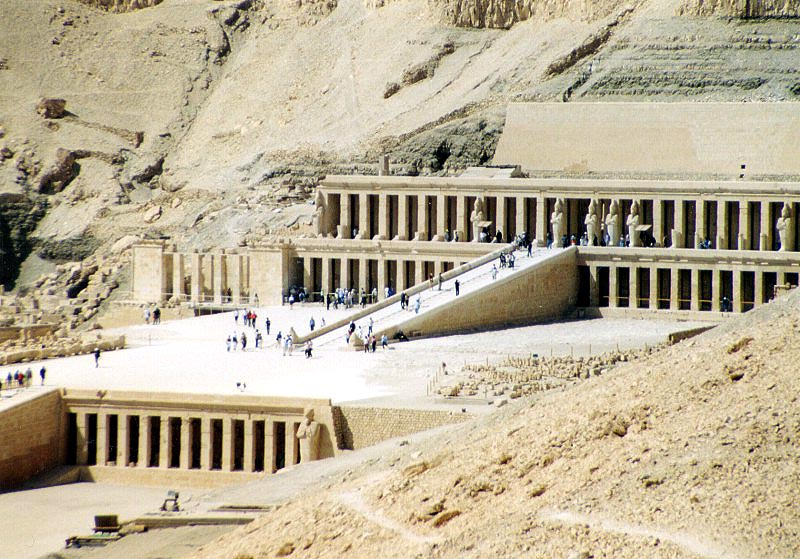
Templo de Hatchepsut

No Reino Novo dá-se de novo a unificação do Egito e a arte volta ter mais uma das suas épocas de ouro, com um novo começo em que se vão reavivar as tradições do passado e em que as forças criadoras vão erguer vários edifícios de pedra de construção arrojada e que ainda hoje podem ser admirados.
Foi na capital do Reino Novo, a cidade de Tebas, que se ergueram os grandes edifícios desta época. A divindade da cidade era Amon e seu principal centro de culto era o Templo de Karnak, ao qual praticamente todos os monarcas do Reino Novo procuram acrescentar estruturas como pilones.
No Reino Novo os reis abandonaram a tradição de serem sepultados em pirâmides, optando por mandar escavar os seus túmulos nos rochedos próximos, num local que é hoje designado como Vale dos Reis. Nesta atitude são seguidos pelos altos dignitários. A principal razão para esta mudança estaria relacionada com uma tentativa de evitar os saques. Porém, a intenção revelou-se um fracasso: dos túmulos desta era apenas chegaram intactos até à época contemporânea o de Tutancámon, o do casal Iuia e Tuia (genros do rei Amenófis III e pais da rainha Tié) e dos dignitários Sennedjem e Khai. 
Num local conhecido como Deir Elbari encontra-se o templo funerário da rainha Hatexepsute, mandando construir pelo seu arquitecto Senemut. O templo enquadra-se perfeitamente na falésia de calcário em que se encontra, situando-se junto ao vizinho templo de Mentuotepe II, construído quinhentos anos antes.

#### A arte de Amarna
Mas ainda na XVIII dinastia dá-se, com Amenófis IV (que mudou o nome para Aquenáton), uma revolução religiosa, em que o faraó proclama um "monoteísmo" com o culto de uma só divindade, o disco solar Aton. Nesta altura propaga-se o chamado “Estilo Aquenáton” ou Estilo Amarniano (em função do nome moderno da cidade mandada construir por Aquenáton, Amarna), que se caracteriza por ser muito naturalista, em que se tenta quebrar com as regras anteriores da solidez e imobilidade. As obras deste período têm maior fluidez e flexibilidade. Principalmente na escultura assumem-se formas orgânicas e pouco geométricas, que atingem por vezes aspectos de caricatura. Os membros da família real são representados em cenas da vida familiar (aspecto completamente novo na arte egípcia) com crânios alongados, que não se sabe se seriam representações veristas da família (avançando alguns autores a hipótese de que a família real sofreria de síndrome de Marfan) ou apenas uma espécie de vanguarda artística. Apesar dos eventuais excessos, data deste período o famoso busto da esposa de Aquenáton, Nefertiti, descoberto em 1922 por uma equipa arqueológica alemã na casa do seu autor, o escultor Tutemés.  
O gosto pela representação do mundo animal e vegetal está igualmente presente. Os sucessores de Aquenáton devolvem a arte aos padrões anteriores e com Tutancámon está-se já, de novo, no politeísmo. 

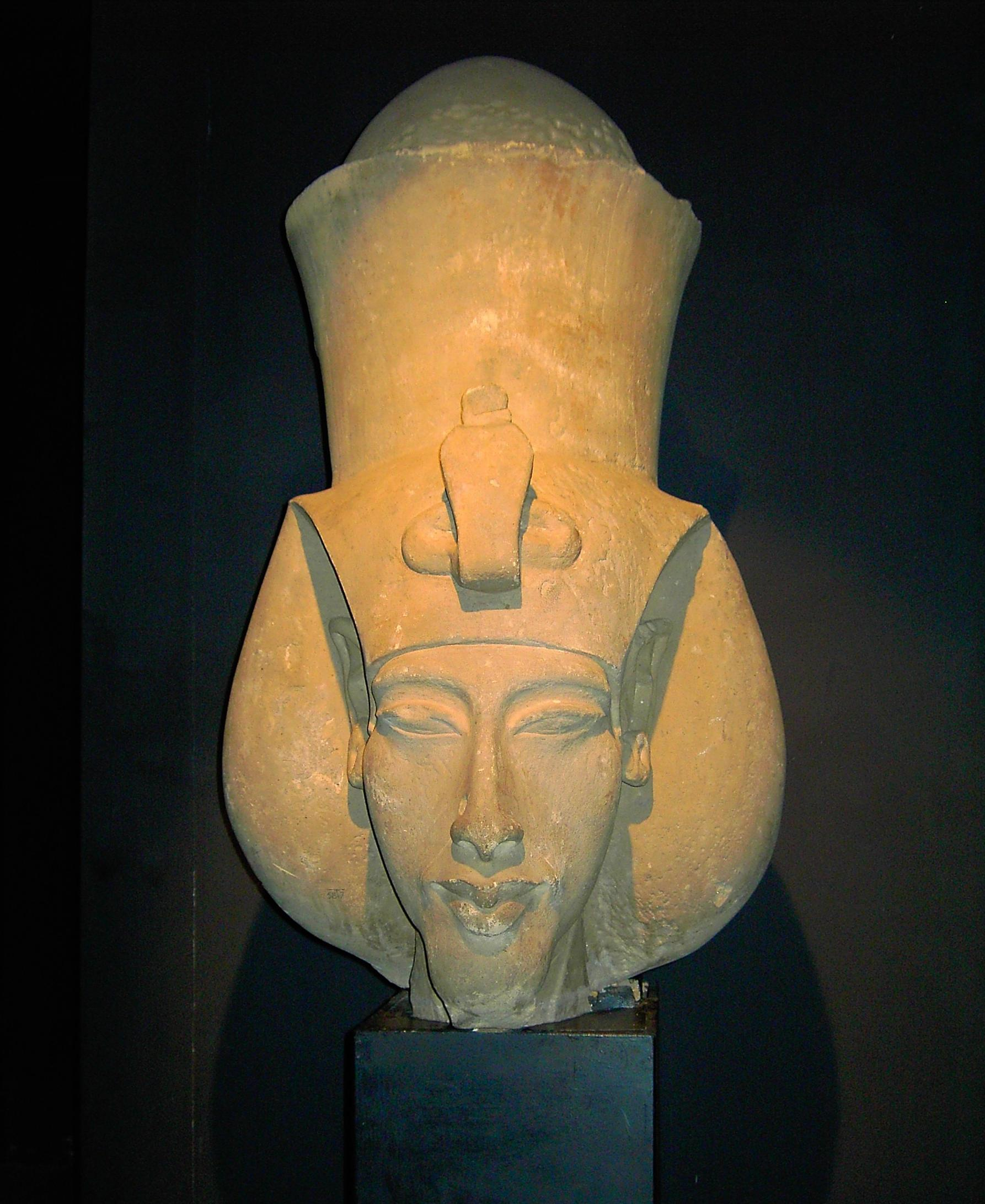
Busto de Akhenaton
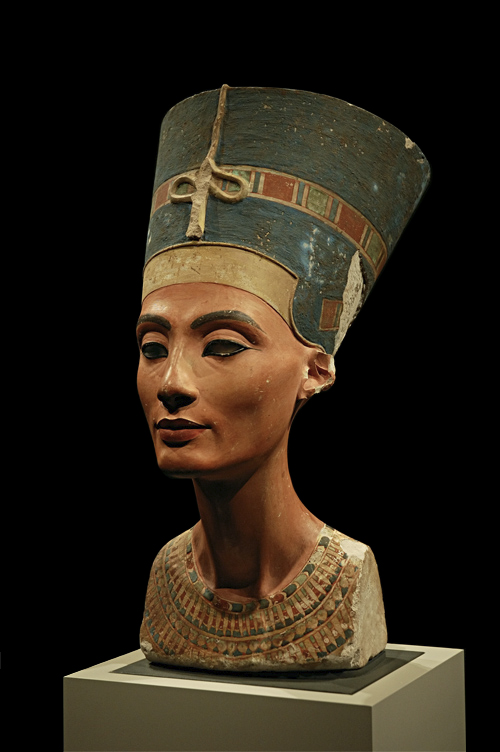
Busto de Nefertiti
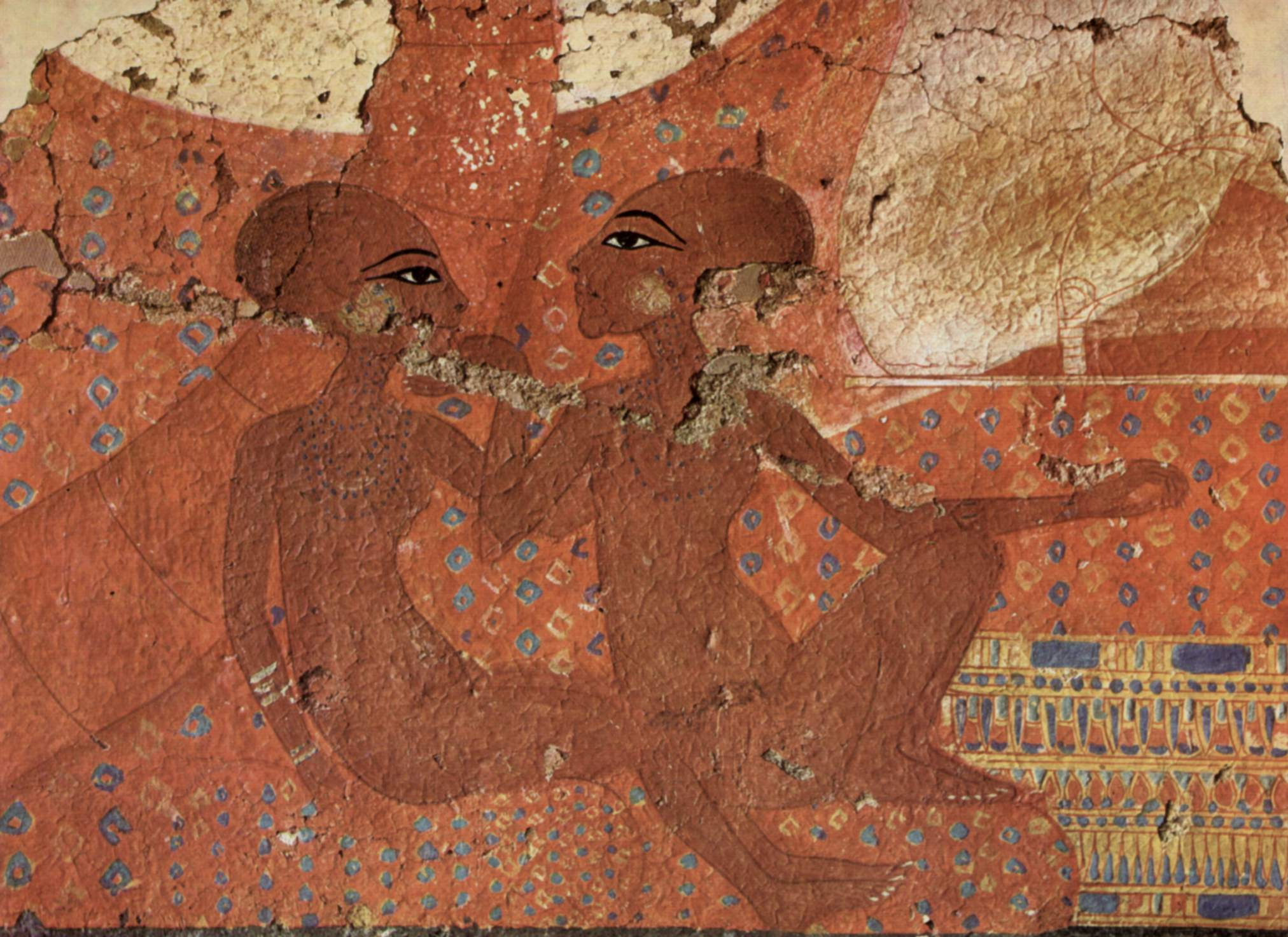
Duas filhas de Akhenaton
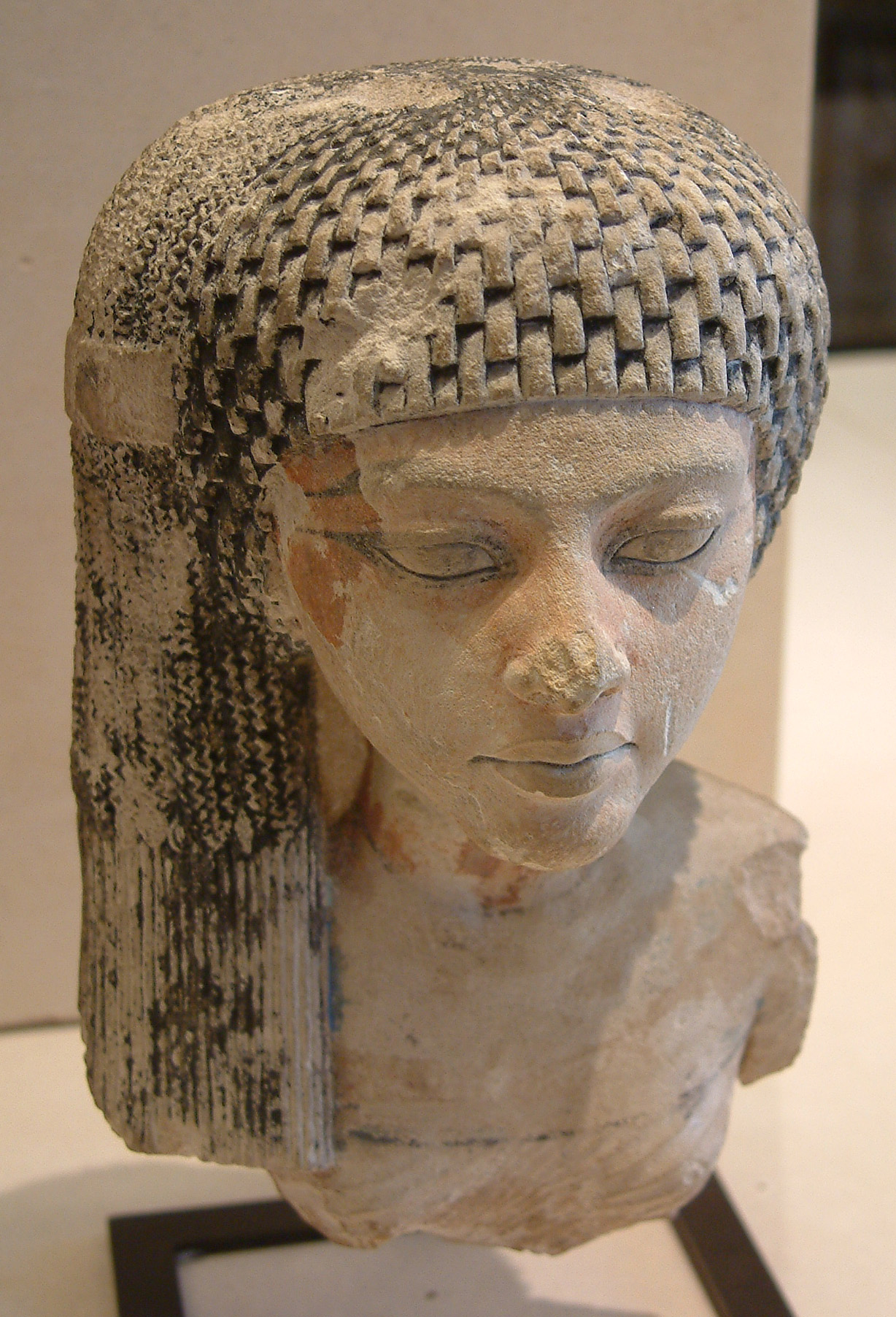
Uma filha de Akhenaton, talvez Meketaton

Da XIX dinastia egípcia é de referir Ramessés II que impulsionou diversas construções. Neste momento dá-se o pico da pintura e do relevo e a literatura abandona o pessimismo voltando-se para o relato ligeiro de histórias mitológicas, fábulas, épicos de guerra e também para poesia romântica. Até ao final deste período vão-se impor estilos variados não representativos, que retomam antigas tradições, especialmente a nível da escultura.

### Terceiro Período Intermediário

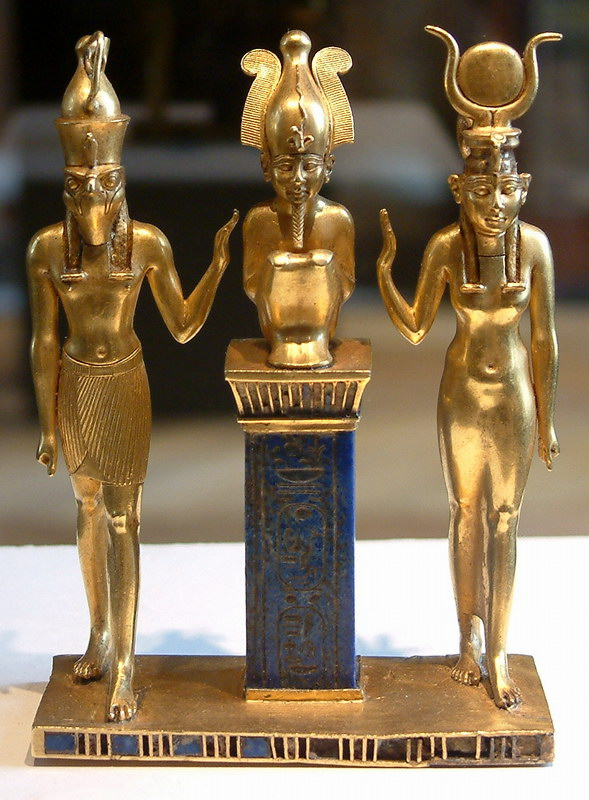
Pendente em ouro de Osocor II, que representa uma tríade de deuses composta por Osíris (ao centro), Hórus e Ísis

A época que se seguiu ao reinado de Ramessés III foi marcada pela progressiva desagregação do poder faraónico, sendo os últimos soberanos da XX dinastia meros reis fantoches. O Terceiro Período Intermediário, época que compreende cerca de trezentos e cinquenta anos e que corresponde à XXI até à XIV dinastias, vai continuar no essencial a arte desenvolvida no Reino Novo.
Deste período destaca-se a perfeição alcançada no trabalho dos metais, que se detecta em trabalhos como as máscaras funerárias dos reis Psusenes I e Chechonk II, no pendente em ouro de Osocor II e na estátua em bronze da adoradora divina de Amon Caromama.

### Época Baixa
A XXVI dinastia conseguiu reunificar o Egito, dando início à Época Baixa que se desenrola até à XXX dinastia, embora a presença de povos estrangeiros, como líbios, núbios e persas seja constante neste período.
Durante a Época Baixa, o centro do poder real vai localizar-se na região do Delta, onde se encontram as capitais das várias dinastias, como Saís, Mendes e Sebénito. É nestas cidades que se ordenam os grandes trabalhos arquitectónicos.
Na escultura da Época Baixa verifica-se um arcaísmo, uma inspiração nos modelos da época do Reino Antigo. Na XXVI dinastia nota-se igualmente o apuro na polidez da pedra, dando origem a trabalhos que alguns autores denominam como "arte lambida".

### Egito ptolemaico

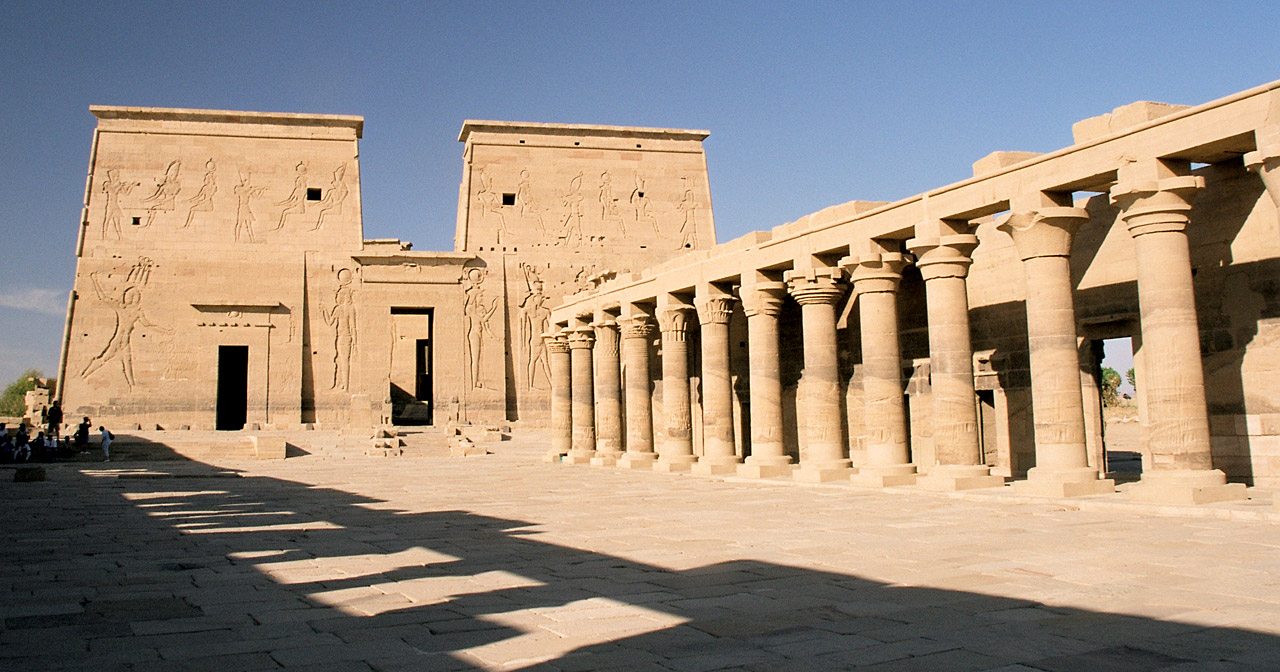
Templo de Filas, em Assuão

Em 343 a.C. o Egito assiste ao segundo período de dominação persa que termina em 332 a.C., quando Alexandre Magno conquistou o Egito. Após a sua morte será fundada no país das Duas Terras, por um dos seus generais, Ptolemeu I, uma dinastia que governará o país até à conquista romana de 30 a.C..
Apesar da sua origem macedônia, a dinastia ptolemaica adoptou as formas artísticas dos Egípcios. Os reis ptolemaicos foram representados nos templos como os antigos faraós. Das obras que ainda hoje se podem visitar no Egito permaneceram, em maior parte, as do período grego onde a arte adquire a forte influência da harmonia helenística. São desta época os conhecidos templos de Ísis em Filas, o templo de Hórus em Dendera e o templo de Edfu.